# Egberto (nome)
Egberto  è un nome proprio di persona italiano maschile.

## Varianti
- Ecberto

### Varianti in altre lingue
- Anglosassone: Ecgberht[1]
- Germanico: Ekkebert[1]
- Inglese: Egbert[1]
- Olandese: Egbert[1]
- Tedesco: Eckbert[1]

## Origine e diffusione
È composto dagli elementi inglesi antichi ecg, "lama di spada", e beorht, "brillante", "splendente"; può quindi significare "lama brillante" o "brillante come una lama". Il primo elemento si riscontra anche nei prenomi Egon ed Eccardo, mentre il secondo, molto comune nei nomi di origine germanica, si può ritrovare in Gilberto, Alberto, Gualberto, Dagoberto e via dicendo.
Si rarificò dopo la conquista normanna, per essere ripreso nel XIX secolo.

## Onomastico
L'onomastico si può festeggiare il 24 aprile in ricordo di sant'Egberto di Northumbria (o di Rathmelsigi), abate di Rath Melsigi, oppure il 25 novembre in memoria del beato Egberto di Muensterschwarzach, abate tedesco.

## Persone

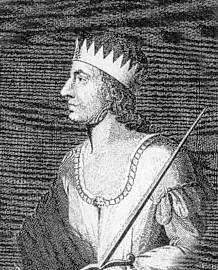
Egbert del Wessex

- Egberto del Wessex, sovrano inglese
- Egberto I di Meißen, margravio di Meißen
- Egberto II di Meißen, conte di Brunswick e margravio di Meißen
- Egberto di Treviri, arcivescovo tedesco
- Egberto Gismonti, compositore e polistrumentista brasiliano

### Variante Egbert
- Egbert Van Alstyne, compositore e pianista statunitense
- Egbert van Kampen, matematico olandese
- Egbert Rolf Wennemars, vero nome di Erben Wennemars, pattinatore di velocità su ghiaccio olandese

### Variante Ecgberht
- Ecgberht di Northumbria, re di Northumbria
- Ecgberht II di Northumbria, re di Northumbria

## Il nome nelle arti
- Egbert B. Gebstadter è un personaggio dei romanzi di Douglas Hofstadter.